# Arenastaden

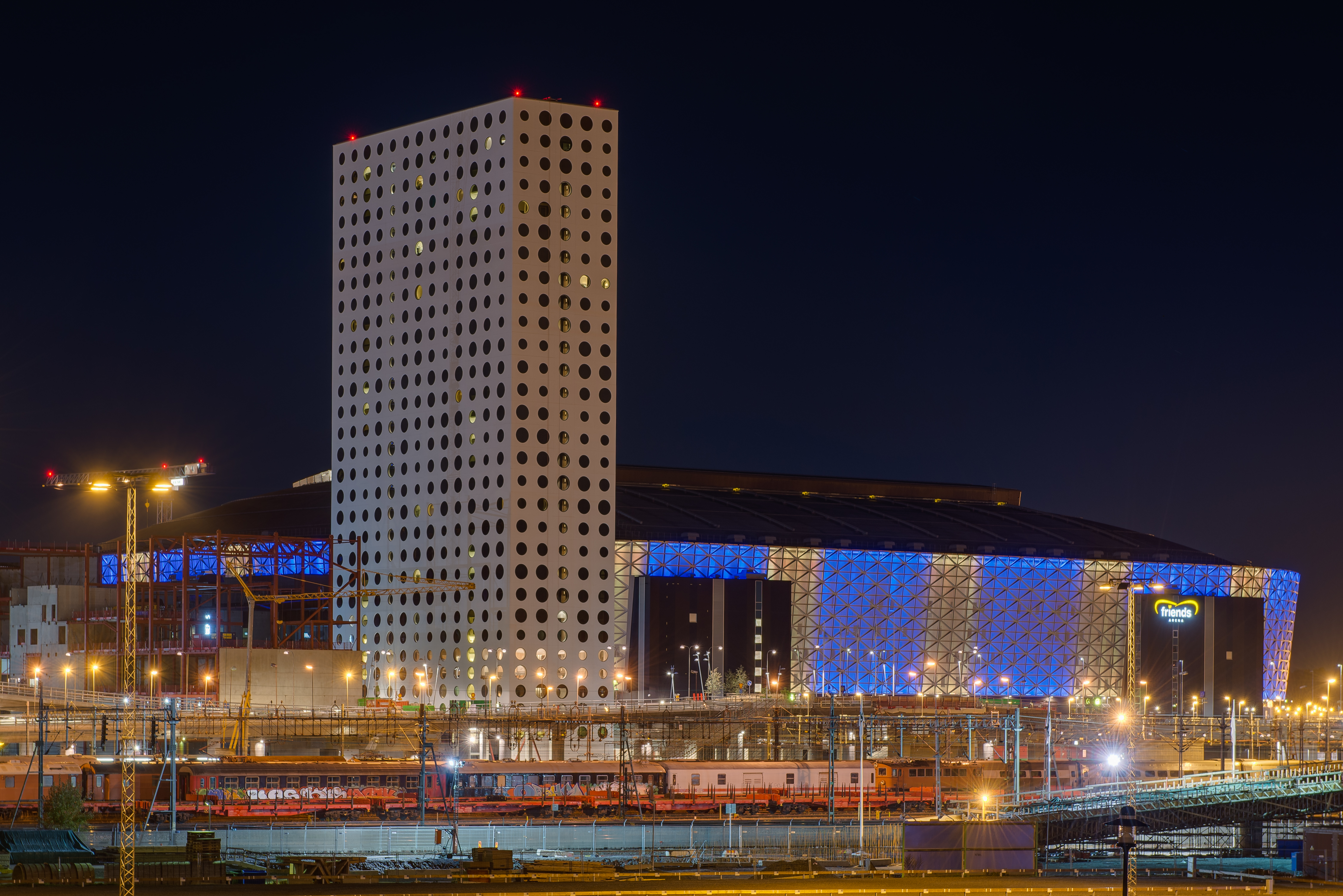
Friends Arena och Quality Hotel Friends i oktober 2013.

Arenastaden är ett område inom stadsdelen Järva i Solna kommun. Området är beläget i anslutning till Solna station, cirka sex kilometer norr om Stockholms centralstation. Den första stora anläggningen, som också gav området dess namn var den nya nationalarenan för fotboll, Friends Arena (nuvarande Strawberry Arena), som togs i bruk år 2012. Samma år flyttade Vattenfall in i sitt nya huvudkontor. Westfield Mall of Scandinavia, en galleria, som är en av de största i Norden öppnades i november 2015. Sedan 2017 finns centralkontoren för Skandinaviska Enskilda Banken (SEB) och Telia Company här. Sammanlagt planerades området för 30 000 arbetsplatser och 2 000 bostäder och byggdes under 2010-talet.

## Historik
Området dominerades under cirka 100 år av järnvägen. Banan Stockholm-Uppsala passerar på områdets östra sida och norr därom ligger Hagalundsdepån, Sveriges största anläggning för uppställning och underhåll av järnvägsfordon.
2007 utarbetades en "Översiktsplan för Solna stationsområde" bland annat innefattande Arenastaden (även om den benämningen inte användes då).

## Kollektivtrafik
Inom området ligger pendeltågsstationen Solna, som fått en ny entré i norra änden. I augusti 2014 öppnade Tvärbanan sin ändhållplats. Trots detta är det rätt långa gångavstånd till Strawberry Arena. SL busslinjer passerar genom området.  I Stockholmsförhandlingen 2013 beslöts att det ska byggas tunnelbana från Odenplan via Hagastaden till Arenastaden. Tunnelbanan blir en gren av den befintliga Gröna linjen vilket ger en direkt förbindelse mellan stationen i Arenastaden och centrala Stockholm. Stationen får en entré mot Arenastaden på Dalvägens sydvästra sida, och en entré i Hagalund i anslutning till Tvärbanans hållplats Solna station. Enligt tidsplan från 2023 ska den nya tunnelbanegrenen öppnas under år 2028.

## Bilder

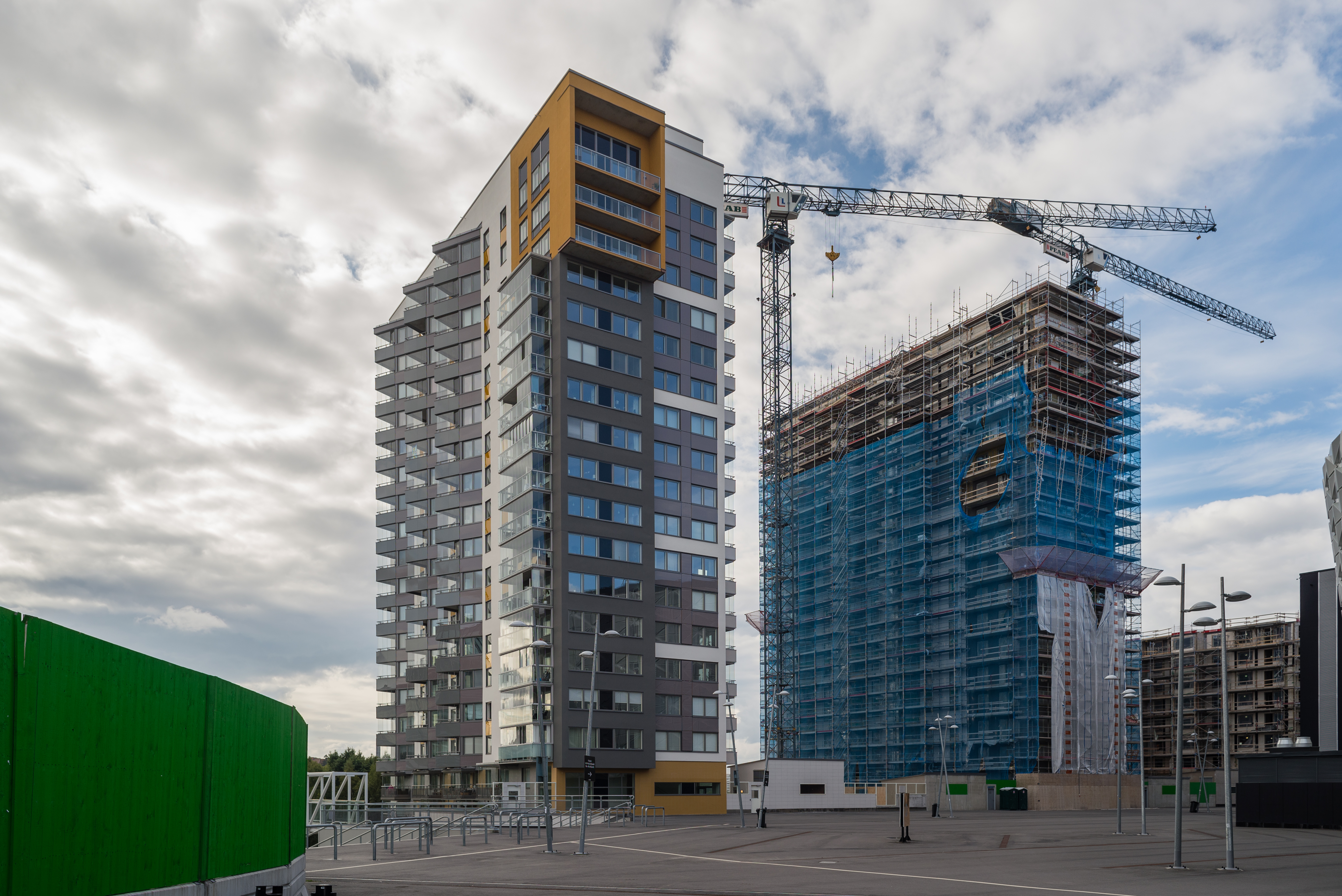
Nya bostadshus.
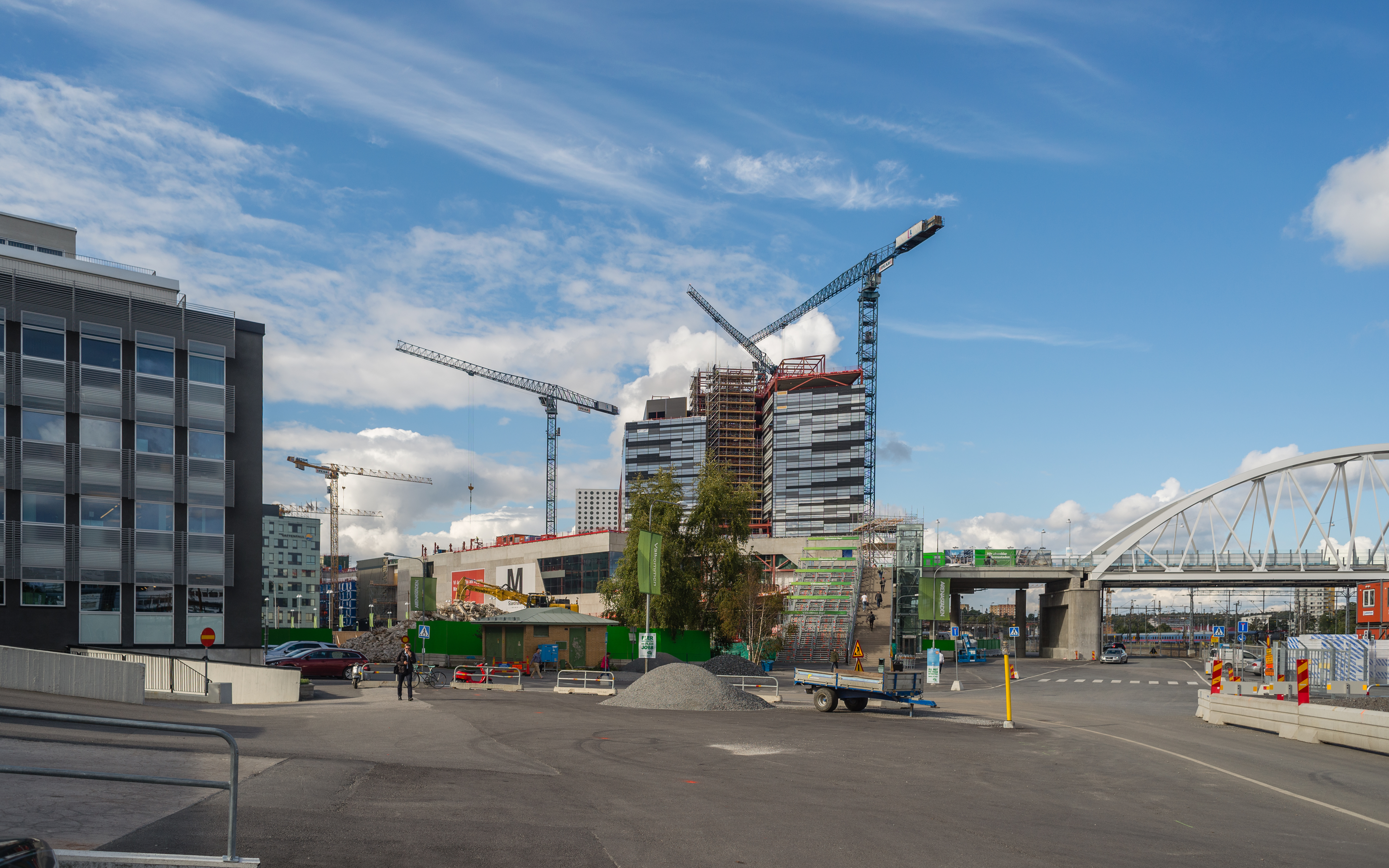
Området från söder med Mall of Scandinavia under byggnad.
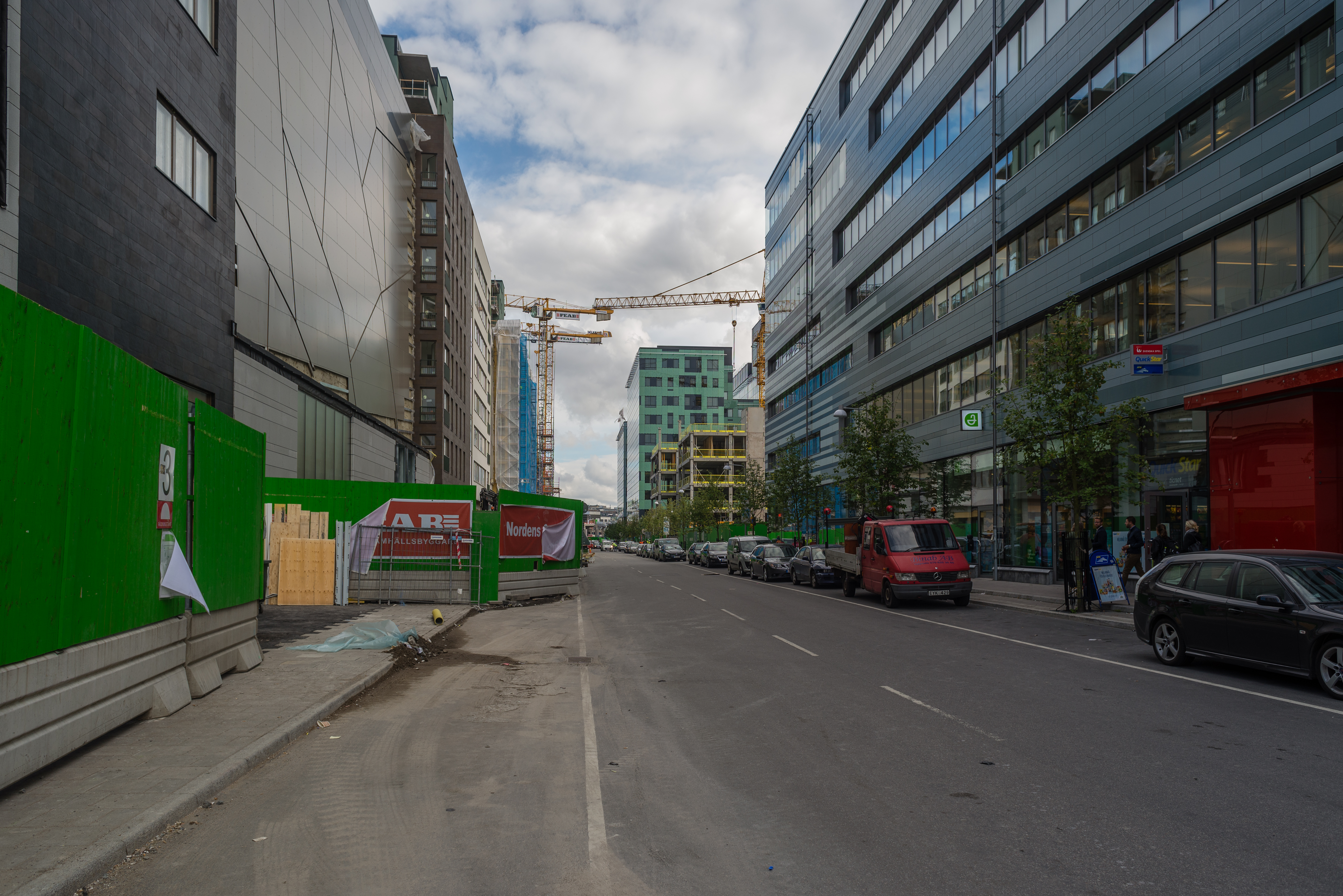
Evenemangsgatan med Mall of Scandinavia till vänster.
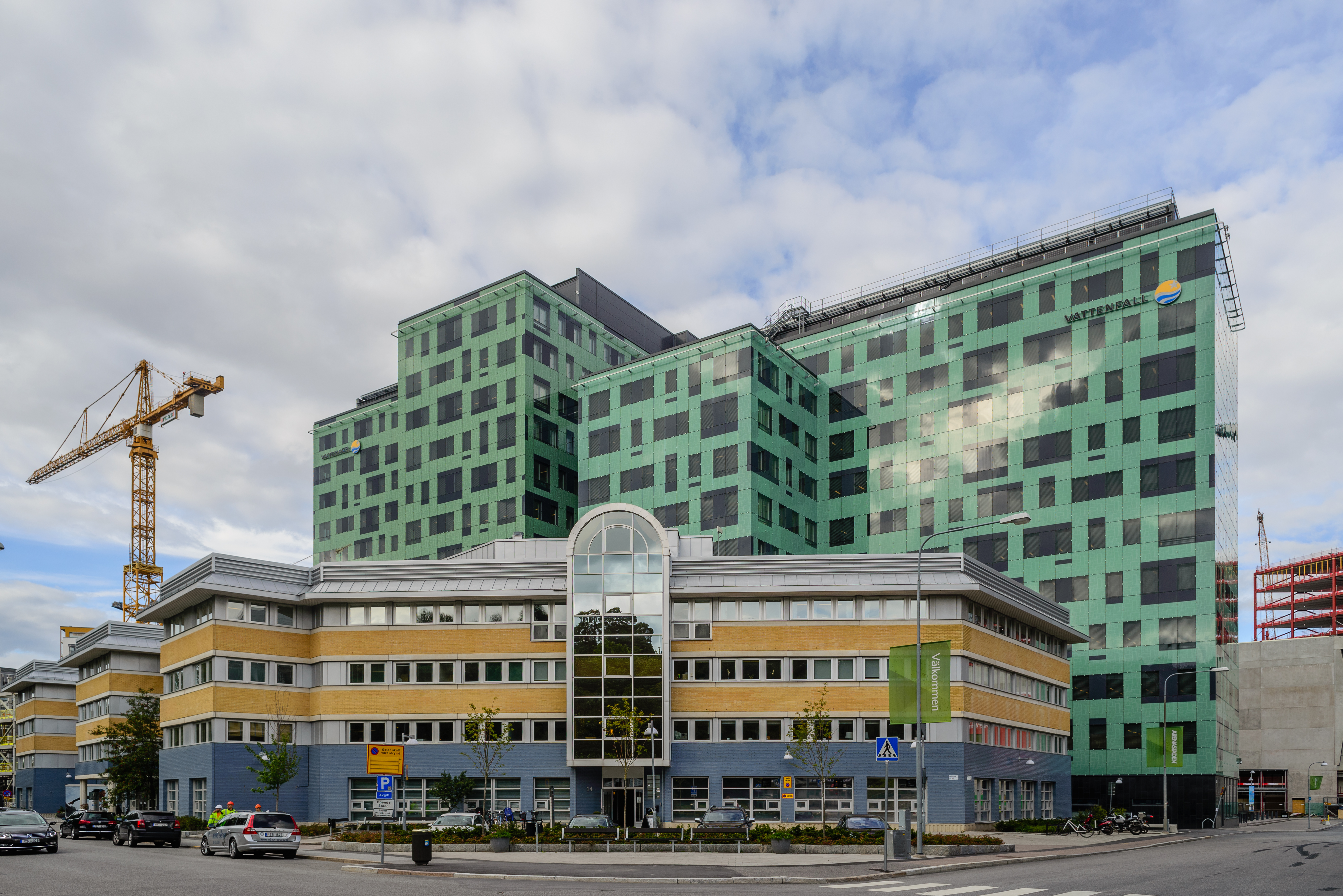
Vattenfalls nya huvudkontor.